# Invasion of Privacy
Invasion of Privacy ist das Debütalbum der US-amerikanischen Rapperin Cardi B. Es erschien am 6. April 2018.

## Hintergründe
Cardi B wurde ursprünglich durch ihre Onlinepräsenz auf Instagram und ihre Auftritte in der Reality-Show Love & Hip Hop: New York, der sie 2015 beiwohnte, erste Aufmerksamkeit zuteil. Nach den zwei kommerziell erfolglosen Mixtapes Gangsta Bitch Music, Vol. 1 und Gangsta Bitch Music, Vol. 2, die sie 2016 und 2017 veröffentlichte, gelang es ihr in letzterem Jahr, sich durch die Solosingle Bodak Yellow sowie einigen Kollaborationen mit namhaften Künstlern in der US-amerikanischen Musiklandschaft zu etablieren. Ihr Debütalbum Invasion of Privacy wurde nach Ankündigung bald zu einem der meisterwarteten Veröffentlichungen des Jahres 2018.
Mit Math Allen, DJ SwanQo, Cassius Jay, Nonstop Da Hitman, Nes, Ayo the Producer, Keyzbaby, J. White Did It, Laquan Green, Boi-1da, Vinylz, Frank Dukes, Allen Ritter, Craig Kallman, Tainy, Needlz, Scribz Riley, 30 Roc, Cheeze Beatz, Mustard, DJ Official, Benny Blanco, Andrew Watt, CuBeatz und Murda Beatz war eine Vielzahl an Produzenten an der Entstehung des Werkes beteiligt. Die meisten von ihnen waren neben Cardi B selbst, die an jedem Lied als Co-Autorin mitwirkte, und einer Fülle an anderen Songwritern auch in den Schreibprozessen tätig. Als Gastmusiker finden sich auf dem Album Migos, Chance the Rapper, Bad Bunny, J Balvin, Kehlani, 21 Savage, YG und SZA wieder, die allesamt auch an ihren jeweiligen Liedern mitschrieben.
Aus dem Album wurden vier kommerzielle Singles veröffentlicht: Bodak Yellow, Bartier Cardi, Be Careful und I Like It. Die erste und die vierte Auskopplung waren in einigen Ländern große kommerzielle Erfolge, die unter anderem beide in den USA Platz 1 der Charts erreichten, wodurch Cardi B die erste Rapperin wurde, die in diesem Land zwei Nummer-eins-Songs verzeichnen konnte. I Like It war dort außerdem das siebterfolgreichste Lied des Jahres 2018. Den anderen beiden Singles gelangen in besagtem Musikmarkt mit den Plätzen 14 und 11 moderate Positionen in der Hitparade.

## Musik und Texte
Invasion of Privacy ist ein Hip-Hop-Album mit starken Elementen des Trap-Subgenres. Insbesondere seine Verwendung von tiefen 808-Bass Drums und rapiden Hi-Hats lässt sich diesem Stil zuordnen. Cardi Bs Vortrag ähnelt dabei auf den meisten Liedern jedoch weniger der melodischen und zumeist mit Autotune vorgetragenen Technik des Traps als dem direkten, klassischen Battlerap und Old School Hip-Hop. Auch Ästhetiken des Contemporary R&B und des Latin sind auf einzelnen Liedern zu finden.
Inhaltlich dreht sich ein großer Teil des Albums um den sozialen Aufstieg der Musikerin, von ihren Anfängen als Stripperin bis zu ihrem späteren Status als reicher Superstar. Dabei ist die Herangehensweise von Lied zu Lied unterschiedlich, und es kommt sowohl zu aggressiven als auch zu humorvollen Selbstinszenierungen, sowie zu introspektiven Schilderungen der Härte, die dieser schwierige Weg erforderte. Ein weiteres wiederkehrendes Thema des Albums sind Vertrauensbrüche innerhalb einer Beziehung sowie deren Konsequenzen.

## Covergestaltung
Das Albumcover zu Invasion of Privacy zeigt Cardi B von der Hüfte aufwärts vor einem petrolfarbenen Hintergrund auf einem Sessel in gelben Farben mit einem braunen Bezug sitzend und über ihre Zähne leckend. Sie trägt einen Anzug mit einem auffälligen, asymmetrischen Schachbrettmuster und großen Schulterpolstern, sowie eine Sonnenbrille mit weißer Umrandung, in deren Gläsern sich die Beleuchtung spiegelt. Sie hat lilafarbenen Lippenstift aufgetragen und eine unnatürlich gelb gefärbte Perücke auf dem Kopf. Links von ihr steht in dünnen, gelben Buchstaben der Name der Künstlerin; rechts in deutlich größeren und dickeren Lettern das Wort „Privacy“. Auf diesem sind in rosafarbenen, in ihrem Stil einer Handschrift ähnelnden Buchstaben die Worte „Invasion of“ zu sehen. In der linken oberen Ecke steht, in Anlehnung an eine Filmkamera, neben einem roten Kreis das Wort „REC“ in Weiß.

## Kritik und Rezeption
Invasion of Privacy erhielt nahezu einhellig sehr positive Kritiken. Als besonders großartig hervorgehoben wurde vor allem, dass Cardi B neben Selbstbewusstsein auch nahbare Verwundbarkeit zeige, und diese beiden Komponenten ausgezeichnet vermische. Auch ihr Gespür für zitierbare Punchlines, ihr stimmlicher Vortrag inklusive ihrem Akzent, ihr Charme und ihre Persönlichkeit fanden hohen Zuspruch.
Das Album erzielte teilweise hohe Positionen in mehreren Bestenlisten des Jahres 2018. Besonders begeistert war das Magazin Rolling Stone, welches das Album zum besten des Jahres kürte. Auch Billboard, The Guardian, Complex und Pitchfork inkludierten es unter anderem in ihren Rankings.
Bei den Grammy Awards 2019 wurde Invasion of Privacy in der Kategorie Best Rap Album ausgezeichnet.

## Titelliste
| Nr. | Titel                                  | Songschreiber | Produzent                                               | Länge |
| --- | -------------------------------------- | --- | ------------------------------------------------------- | ----- |
| 1.  | Get Up 10                              | Belcalis Almanzar, Anthony Tucker, James Steed, Jermain Anthony Preyan, Jordan Thorpe, Joseph Tucker, Klenord Raphael, Matthew Allen, Maurice Jordan, Robert Williams | DJ Swan Qo, Matt Allen                                  | 3:51  |
| 2.  | Drip (feat. Migos)                     | Belcalis Almanzar, Kiari Cephus, Kirsnick Ball, Quavious Marshall, Gary Fountaine, Jordan Thorpe, Joshua Cross | Cassius Jay, Nonstop Da Hitman                          | 4:23  |
| 3.  | Bickenhead                             | Belcalis Almanzar, Austin Owens, James Foye III, Derrick Ordogne, Dion Norman, Jordan Houston, Jordan Thorpe, Paul Duane Beauregard, Philip Coleman, Todd Shaw | Ayo, Keyz, NES                                          | 3:01  |
| 4.  | Bodak Yellow                           | Belcalis Almanzar, Bill Kapri, Jordan Thorpe, Klenord Raphael, Laquan Green, Anthony White | Anthony White, Laquan Green                             | 3:43  |
| 5.  | Be Careful                             | Belcalis Almanzar, Matthew Samuels, Anderson Hernandez, Adam Feeney, Jordan Thorpe, Marilyn Bergman, Alan Bergman, Robert Diggs, Lauryn Hill, Clifford Smith Jr., Lamont Hawkins, Dennis Coles, Gary E. Grice, Jason Hunter, Russell Jones, Corey Words, Marvin Hamlisch | Boi-1da, Frank Dukes, Vinylz                            | 3:30  |
| 6.  | Best Life (feat. Chance the Rapper)    | Belcalis Almanzar, Chancelor Bennett, Jordan Thorpe, Samuels, Allen Ritter | Boi-1da, Allen Ritter                                   | 4:44  |
| 7.  | I Like It (feat. Bad Bunny & J Balvin) | Belcalis Almanzar, Benito Martínez, José Osario, Benny Bonilla, Edgar Machucha, Edgar Vargas, Jordan Thorpe, Raphael, Luian Malave, Manny Rodriguez, Marcos Masís, Noah Assad, Tony Pabón, Vincent Watson, Xavier Vargas                                                 | Craig Callman, J. White Did It, Invincible, Nick Seeley | 4:13  |
| 8.  | Ring (feat. Kehlani)                   | Belcalis Almanzar, Kehlani Parrish, Desmond Dennis, Jordan Thorpe, Khari Chain, Mike Riley, Nija Charles | Needlz, Scibz Riley                                     | 2:57  |
| 9.  | Money Bag                              | Belcalis Almanzar, Jordan Thorpe, Raphael, Green, White | J. White Did It, Laquan Green                           | 3:49  |
| 10. | Bartier Cardi (feat. 21 Savage)        | Belcalis Almanzar, Shayaa Abraham-Joseph, Darryl McCorkell, Jacquez Lowe, Samuel Gloade | 30 Roc, Cheeze Beatz                                    | 3:44  |
| 11. | She Bad (feat. YG)                     | Belcalis Almanzar, Keenon Jackson, Dijon McFarlene, Jordan Thorpe, Leslie Wakefield, Jr. | DJ Mustard, DJ Official                                 | 3:50  |
| 12. | Thru Your Phone                        | Belcalis Almanzar, Benjamin Levin, Jordan Thorpe, Justin Tranter, Alexandra Tamposi, Andrew Wotman | Andrew Watt, Benny Blanco, Louis Bell                   | 3:08  |
| 13. | I Do (feat. SZA)                       | Belcalis Almanzar, Jordan Thorpe, Charles, Shane Lindstrom | Murda Beatz, Cubeatz                                    | 3:20  |

## Kommerzieller Erfolg

### Chartplatzierungen

#### Album
Invasion of Privacy war in mehreren Ländern ein großer kommerzieller Erfolg, dem es unter anderem gelang, in den USA und Kanada die Spitze der Charts zu erreichen. In ihrem Heimatland war das Werk das kommerziell sechsterfolgreichste Album des Jahres 2018. Auch in Australien, Belgien, Dänemark, Finnland, Neuseeland, den Niederlanden, Norwegen, Schweden und dem Vereinigten Königreich konnte es sich in den Top Ten positionieren. Im deutschsprachigen Raum verkaufte es sich vergleichsweise moderat. In Deutschland kletterte es auf Platz 39, in Österreich auf Platz 21 und in der Schweiz auf Platz 20.
| ChartsChartplatzierungen       | Höchstplatzierung | Wochen |
| ------------------------------ | ----------------- | ------ |
| Deutschland (GfK)              | 39 (3 Wo.)        | 3      |
| Österreich (Ö3)                | 21 (2 Wo.)        | 2      |
| Schweiz (IFPI)                 | 20 (3 Wo.)        | 3      |
| Vereinigte Staaten (Billboard) | 1 (222 Wo.)       | 222    |
| Vereinigtes Königreich (OCC)   | 5 (45 Wo.)        | 45     |

| ChartsJahrescharts (2018)      | Platzierung |
| ------------------------------ | ----------- |
| Vereinigte Staaten (Billboard) | 6           |

| ChartsJahrescharts (2019)      | Platzierung |
| ------------------------------ | ----------- |
| Vereinigte Staaten (Billboard) | 19          |

| ChartsJahrescharts (2020)      | Platzierung |
| ------------------------------ | ----------- |
| Vereinigte Staaten (Billboard) | 78          |

| ChartsJahrescharts (2021)      | Platzierung |
| ------------------------------ | ----------- |
| Vereinigte Staaten (Billboard) | 110         |

| ChartsJahrescharts (2022)      | Platzierung |
| ------------------------------ | ----------- |
| Vereinigte Staaten (Billboard) | 171         |

#### Singles
| Jahr | Titel         | Höchstplatzierung, Gesamtwochen, AuszeichnungChartplatzierungen (Jahr, Titel, , Platzierungen, Wochen, Auszeichnungen, Anmerkungen) | Höchstplatzierung, Gesamtwochen, AuszeichnungChartplatzierungen (Jahr, Titel, , Platzierungen, Wochen, Auszeichnungen, Anmerkungen) | Höchstplatzierung, Gesamtwochen, AuszeichnungChartplatzierungen (Jahr, Titel, , Platzierungen, Wochen, Auszeichnungen, Anmerkungen) | Höchstplatzierung, Gesamtwochen, AuszeichnungChartplatzierungen (Jahr, Titel, , Platzierungen, Wochen, Auszeichnungen, Anmerkungen) | Höchstplatzierung, Gesamtwochen, AuszeichnungChartplatzierungen (Jahr, Titel, , Platzierungen, Wochen, Auszeichnungen, Anmerkungen) | Anmerkungen                                                                                   |
| Jahr | Titel         | DE | AT | CH | UK | US | Anmerkungen                                                                                   |
| ---- | ------------- | --- | --- | --- | --- | --- | --------------------------------------------------------------------------------------------- |
| 2017 | Bodak Yellow  | DE— GoldDE | AT— GoldAT | CH74 (5 Wo.)CH | UK24 Platin · (21 Wo.)UK | US1 Diamant + Platin · (35 Wo.)US                                                                                                   | Erstveröffentlichung: 16. Juni 2017 Verkäufe: + 13.015.000                                    |
| 2017 | Bartier Cardi | — | — | CH79 (2 Wo.)CH | UK40 Silber · (8 Wo.)UK | US14 ×3Dreifachplatin · (20 Wo.)US                                                                                                  | Erstveröffentlichung: 22. Dezember 2017 Verkäufe: + 4.415.000; feat. 21 Savage                |
| 2018 | Be Careful    | — | — | — | UK24 Gold · (9 Wo.)UK | US11 ×4Vierfachplatin · (20 Wo.)US                                                                                                  | Erstveröffentlichung: 29. März 2018 Verkäufe: + 4.470.000                                     |
| 2018 | I Like It     | DE14 Platin · (34 Wo.)DE | AT14 Platin · (32 Wo.)AT | CH8 ×2Doppelplatin · (51 Wo.)CH | UK8 ×2Doppelplatin · (32 Wo.)UK | US1 Diamant + Platin · (51 Wo.)US                                                                                                   | Erstveröffentlichung: 25. Mai 2018 Verkäufe: + 14.843.333; Cardi B feat. Bad Bunny & J Balvin |
| 2018 | Ring          | — | — | — | UK— SilberUK | US28 ×3Dreifachplatin · (20 Wo.)US                                                                                                  | Erstveröffentlichung: 28. August 2018 Verkäufe: + 3.270.000; feat. Kehlani                    |

### Auszeichnungen für Musikverkäufe
| Land/Region                  | Auszeichnungen für Musikverkäufe (Land/Region, Auszeichnung, Verkäufe) | Verkäufe  |
| ---------------------------- | ---------------------------------------------------------------------- | --------- |
| Australien (ARIA)            | 2× Platin                                                              | 140.000   |
| Dänemark (IFPI)              | Platin                                                                 | 20.000    |
| Finnland (IFPI)              | Platin                                                                 | 20.000    |
| Frankreich (SNEP)            | Gold                                                                   | 50.000    |
| Italien (FIMI)               | Gold                                                                   | 25.000    |
| Kanada (MC)                  | 4× Platin                                                              | 320.000   |
| Neuseeland (RMNZ)            | 3× Platin                                                              | 45.000    |
| Norwegen (IFPI)              | Platin                                                                 | 20.000    |
| Polen (ZPAV)                 | Gold                                                                   | 10.000    |
| Vereinigte Staaten (RIAA)    | 4× Platin                                                              | 4.000.000 |
| Vereinigtes Königreich (BPI) | Platin                                                                 | 300.000   |
| Insgesamt                    | 3× Gold · 17× Platin ·                                                 | 4.950.000 |

Hauptartikel: Cardi B/Auszeichnungen für Musikverkäufe

## Künstlerauszeichnungen und Nominierungen
| Jahr | Auszeichnung              | Kategorie                       | Resultat  |
| ---- | ------------------------- | ------------------------------- | --------- |
| 2018 | BET Hip Hop Awards        | Album of the Year               | Nominiert |
| 2018 | Break the Internet Awards | Music Drop of the Year          | Nominiert |
| 2018 | Break Tudo Awards         | Album of the Year               | Nominiert |
| 2018 | Norway GAFFA Awards       | Best Foreign Album              | Nominiert |
| 2018 | People’s Choice Award     | Album of 2018                   | Nominiert |
| 2019 | BET Awards                | Album of the Year               | Gewonnen  |
| 2019 | Juno Awards               | International Album of the Year | Nominiert |
| 2019 | Grammy Awards             | Album of the Year               | Nominiert |
| 2019 | Grammy Awards             | Best Rap Album                  | Gewonnen  |

## Mitwirkende
Folgende Personen trugen zur Entstehung des Albums Invasion of Privacy bei.

### Musik
Gesang
- Hauptgesang: Cardi B
- Backgroundgesang: Holly Seeley, Nick Seeley, Michael Romero, Andrew Tinker, Sarah Sellers, Andrew Watt
- Gastkünstler: Migos, Chance the Rapper, Bad Bunny, J Balvin, Kehlani, SZA, 21 Savage, YG

Instrumente
- Gitarre: Andrew Watt
- Keyboard: Benny Blanco
- Trompete: Juan Chavez

### Produktion
Executive Producer
- Brooklyn Johnny
- Craig Kallman
- Darrale Jones

Hauptproduktion
| - Track 1: DJ SwanQo, Matt Allen - Track 2: Cassius Jay, Nonstop Da Hitman - Track 3: Ayo & Keys, NES - Track 4: J. White Did It - Track 5: Boi-1da, Frank Dukes, Kuk Harrell, Vinylz, Simone Torres - Track 6: Allen Ritter, Boi-1da - Track 7: Craig Kallman, J. White Did It, Tainy | - Track 8: Needlz, Scribz Riley - Track 9: J. White Did It - Track 10: 30 Roc, Cheeze Beatz - Track 11: DJ Mustard, DJ Official - Track 12: Andrew Watt, Benny Blanco - Track 13: Murda Beatz |

Zusätzliche Produktion
- Track 7: Nick Seeley
- Track 12: Louis Bell

Co-Produktion
- Track 4 & 9: Laquan Green
- Track 7: Invincible

Produktionskoordinator
- Track 8: Avery Earls, Carlyn Calder, Donnie Meadows
- Track 12: Andrew Luftman, Sarah Shelton, Sofia Yen, Zvi Edelman

### Musiktechnick
Musikprogrammierung
| - Track 1: DJ Swan Qo, Matt Allen - Track 2: Cassius Jay, Nonstop Da Hitman - Track 3: Ayo & Keys, NES - Track 4: J. White Did It, Laquan Green - Track 5: Boi-1da, Frank Dukes, Vinylz - Track 6: Allen Ritter, Boi-1da - Track 7: Craig Kallman, Invincible, J. White Did It, Laquan Green, Tainy | - Track 8: Needlz, Scribz Riley - Track 9: J. White Did It, Laquan Green - Track 10: 30 Roc, Cheeze Beatz - Track 11: DJ Mustard, Dj Official - Track 12: Andrew Watt, Benny Blanco - Track 13: Murda Beatz |

Zusätzliche Programmierung
- Track 7: Nick Seeley

Engineering
- Track 12: David Rodriguez, Evan LaRay, Geoff Swan, Michael Freeman
- Assistent: Ebonie Smith

Recording
- Alle Tracks: Evan LaRay

Zusätzliche Aufnahme
- Track 7: Louie Gomez, Peter Kim, DJ Swan Qo, Joel Iglesias

Tonmischung
- Track 1–10 & 13: Leslie Brathwaite
- Track 11: MixedByAli
- Track 12: Mark Stent

Mastering
- Alle Tracks: Colin Leonard

### Bearbeitung
Track 7
| - Craig Kallman - DJ Swan Qo - Ebonie Smith - Joe Pomarico | - Kuk Harrell - Louie Gomez - Peter Kim |